# Rich Hill (Missouri)
Rich Hill è un comune degli Stati Uniti d'America, situato nello Stato del Missouri, nella contea di Bates.